# ساقیه سیدی یوسف
ساقیه سیدی یوسف (به عربی: ساقیة سیدی یوسف) یک منطقهٔ مسکونی در تونس است که در استان کاف واقع شده‌است. ساقیه سیدی یوسف ۶٬۳۳۹ نفر جمعیت دارد.

## سرشناسان
- زبیده بشیر، ۶ فوریه ۱۹۳۸ – ۲۱ اوت ۲۰۱۱) شاعر. [۲]